# Paralycoptera
Paralycoptera è un pesce osseo estinto, appartenente agli osteoglossomorfi. Visse tra il Giurassico superiore e il Cretaceo inferiore (Kimmeridgiano - Aptiano/Albiano, circa 150 - 110 milioni di anni fa) e i suoi resti fossili sono stati ritrovati in Asia.

## Descrizione
Solitamente lungo meno di 10 centimetri, questo pesce possedeva un corpo relativamente robusto e fusiforme, meno slanciato dell'affine genere Lycoptera. Il cranio era alto e corto, mentre le pinne dorsale e anale erano piuttosto arretrate. Entrambe erano molto allungate e, in particolare quella anale, di grandi dimensioni. Le pinne pettorali erano piuttosto strette ma allungate, mentre le pinne pelviche erano piccole e in posizione molto avanzata. Il corpo era ricoperto da grandi scaglie cicloidi.
Paralycoptera possedeva una combinazione di caratteristiche che lo distinguevano da altri pesci simili: l'area palatale sotto e dietro l'orbita era completamente coperta dagli infraorbitali, l'articolazione delle mascelle era sotto la porzione posteriore dell'orbita, l'opercolo era alto circa il doppio della sua lunghezza, il primo raggio della pinna pettorale era molto grande, allungato e superava l'origine della pinna pelvica. Tuttavia, Paralycoptera era sprovvisto di alcune caratteristiche degli osteoglossoidi più derivati. 

## Classificazione
La specie tipo, Paralycoptera wui, venne descritta per la prima volta da Chang e Chou nel 1977, sulla base di resti fossili ritrovati nella provincia di Zhejiang in Cina. Nel 1988 venne descritta un'altra specie, P. changi, sulla base di resti fossili ritrovati nella provincia di Jilin in Cina, ma uno studio più recente ha indicato che probabilmente questa specie era identica alla specie tipo (Xu e Chang, 2009). Un esemplare descritto nel 2015 e proveniente dalla zona di Hong Kong, risalente al Giurassico superiore e attribuito al genere Lycoptera, farebbe antecedere le origini di questa forma di circa 40 milioni di anni (Tse et al., 2015).
Descritto originariamente come un membro dei Lycopteridae, in seguito Paralycoptera è stato considerato come una forma basale del gruppo degli Osteoglossomorpha, un grande gruppo di pesci teleostei basali, comprendenti gli osteoglossiformi, gli iodontiformi e altri ordini estinti come i licopteriformi e (forse) gli ittiodettiformi.